# Bergenia ugamica
Bergenia ugamica là một loài thực vật có hoa trong họ Saxifragaceae. Loài này được V.N.Pavlov miêu tả khoa học đầu tiên năm 1957.